# 连尚网络
上海连尚网络科技有限公司成立于2013年，其产品为WiFi万能钥匙。

## 投融资情况
2015年年初，连尚网络以10亿美元的估值，完成了5200万美元的A轮融资，创造国内初创移动互联网企业估值和A轮融资的记录。
2015年5月29日，WiFi万能钥匙在筹道股权平台上发起股权众筹。七天内融资意向金达到77.14亿元，与初始计划融资3250万元相比，超募237倍。后WiFi万能钥匙决定将众筹股份额度增至1%，筹资总额增至6500万元。WiFi万能钥匙在筹道股权平台上创下了认购金额、超募倍数、认缴额三项“中国纪录”。
2015年9月17日，连尚网络宣布，建立WiFi产业投资基金，第一期规模为5亿元人民币。这是WiFi行业首个投资基金，主要专注于针对WiFi行业各个领域的投资，包括帮助更多地区覆盖免费WiFi以及推动WiFi标准在更多领域的使用。同年，连尚网络正式成为中国移动通信联合会WiFi产业联盟执行主席单位。